# Stanisław Janusz Tymowski
Stanisław Janusz Tymowski (ur. 10 października 1912 w Warszawie, zm. 30 września 1986) – polski geodeta.

## Życiorys
W 1930 ukończył Gimnazjum Humanistyczne im. Adama Mickiewicza w Warszawie. W latach 1930–1936 studiował na Wydziale Geodezji Politechniki Warszawskiej. Po studiach pracował w biurze mierniczym. W 1939 po zdaniu egzaminu państwowego założył w Warszawie własne biuro miernicze. Po wybuchu II wojny światowej brał udział w kampanii wrześniowej, a podczas okupacji był żołnierzem Armii Krajowej – w czasie powstania warszawskiego walczył na Żoliborzu w Zgrupowaniu Żywiciela.
W 1945 Stanisław Tymowski najpierw pracował w Biurze Pomiarów Zarządu Miejskiego m.st. Warszawy, następnie został zatrudniony w Głównym Urzędzie Pomiarów Kraju, a w 1948 został zatrudniony w Naczelnej Organizacji Technicznej (NOT), gdzie został sekretarzem generalnym ds. piśmiennictwa technicznego, kierował pismem „Przegląd Techniczny” oraz był redaktorem naczelnym czasopisma „Przegląd Geodezyjny” – organu prasowego Stowarzyszenia Geodetów Polskich (SGP).
Działał w Związku Mierniczych Rzeczypospolitej Polskiej – był jednym z geodetów biorących w 1945 udział w pierwszym zebraniu organizacyjnym ZMRP, następnie członkiem Zarządu Głównego oraz jego wiceprezesem. Od 1970 do 1979 był członkiem Rady Prasy Technicznej organu opiniodawczego i doradczego Ministerstwa Nauki, Szkolnictwa Wyższego i Techniki oraz NOT. Zmarł 30 września 1986 roku i został pochowany na Cmentarzu Powązkowskim w Warszawie.

## Odznaczenia
Został odznaczony m.in.:
- Krzyżem Oficerskim i Kawalerskim Orderu Odrodzenia Polski,
- Złotym, Srebrnym i Brązowym Krzyżem Zasługi,
- Krzyżem Walecznych,
- Krzyżem Armii Krajowej,
- Medalem „Za zasługi dla obronności kraju”,
- Medalem Komisji Edukacji Narodowej.

Ponadto został uhonorowany m.in.: Złotą Odznaką Honorową NOT, Złotą Odznaką Honorową SGP, Złotą Odznaką Stowarzyszenia Dziennikarzy PRL, Odznaką „Zasłużony Działacz Kultury”.